# GSG-9
Il GSG 9 della Bundespolizei (fino al 2005, Grenzschutzgruppe 9) è un'unità d'élite della Bundespolizei tedesca impiegata per operazioni anti-terrorismo nazionale e internazionale, operazioni speciali di ordine pubblico, liberazione ostaggi, lotta al crimine organizzato, scorta di capi di Stato e incursioni terrestri e marittime della Repubblica Federale Tedesca, appartenente fino al 1º luglio 2005 alla Bundesgrenzschutz, la Guardia di frontiera federale tedesca e dal 1º luglio alla Bundespolizei, la Polizia Federale Tedesca. Il GSG 9 è membro della Organizzazione Atlas, che riunisce alcuni corpi speciali di Polizia.

## Storia
Il GSG 9 venne creato nel 1973, dopo il massacro di Monaco (5 - 6 settembre 1972) alle olimpiadi estive, in cui sia il corpo delle Guardie di Frontiera federali Bundesgrenzschutz sia la polizia, entrambe prive di un corpo speciale d'intervento, fallirono miseramente il tentativo di liberare gli 11 ostaggi israeliani all'aeroporto di Fürstenfeldbruck, rapiti da un commando di terroristi palestinesi appartenenti alla organizzazione Settembre Nero. Nel tentativo di liberazione morirono 5 degli 8 rapitori, un poliziotto tedesco e tutti e 11 gli ostaggi, due dei quali uccisi nel villaggio olimpico il giorno prima, dopo aver tentato senza successo di opporre resistenza.

### Origini

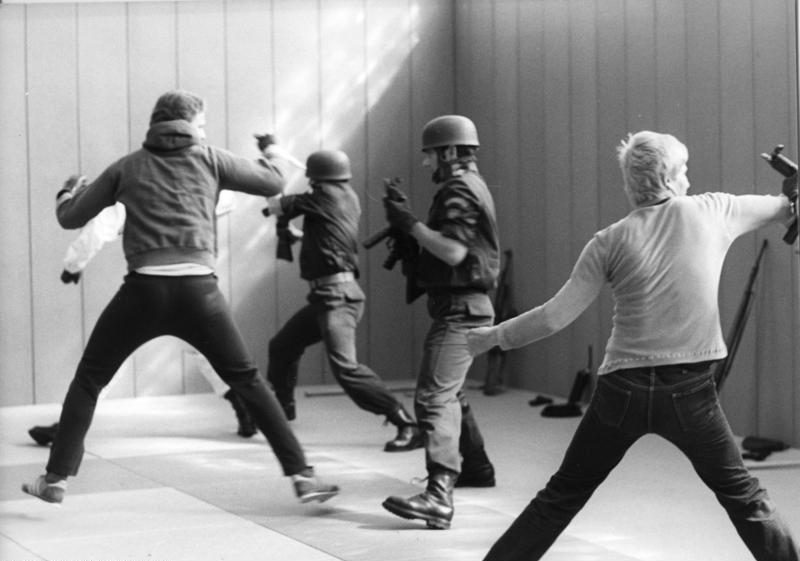
8 settembre 1978. Poliziotti del GSG 9 si addestrano nel combattimento corpo a corpo

Dopo l'incidente, la Guardia di Frontiera costituì il Grenzschutzgruppe 9 (GSG 9) che fu organizzato e comandato dal tenente colonnello Ulrich Wegener, il quale fu tra i testimoni della tragedia di Monaco. L'unità si avvalse anche di istruttori del 22º SAS regiment dell'Esercito britannico e divenne ufficialmente operativa il 17 aprile 1973, come parte del "Corpo delle Guardie di Frontiera Federale", un corpo militare con compiti di polizia. Il GSG 9 è usato in casi di salvataggio-ostaggi, rapimento, terrorismo, estorsioni, speciali operazioni di cecchinaggio, protezione di importanti figure politiche tedesche e straniere e cattura di latitanti particolarmente pericolosi.
Durante gli anni settanta i dirottamenti di aerei erano frequenti, ma il reparto appena nato non era sufficientemente addestrato per questo tipo di operazioni. Le prime operazioni del Grenzschutzgruppe-9 furono condotte specialmente contro i terroristi della "Rote Armee Fraktion" che all'epoca non esitava a uccidere politici e personaggi di spicco nel mondo tedesco.
Dal 1973 al 2003 l'unità ha raggiunto la soglia delle 1 500 missioni compiute, solo in cinque delle quali è stato necessario sparare.
Dal 1975 la città madrina della Bundesgrenzschutz e GSG 9 è Bischofsgrün presso Fichtelgebirge.

### OperazioneFeuerzauber
Il 13 ottobre 1977 il volo Lufthansa 181, un Boeing 737 con a bordo 86 passeggeri e 5 membri dell'equipaggio, venne dirottato da 4 terroristi del Fronte Popolare per la Liberazione della Palestina (due uomini e due donne) mentre passava sopra Marsiglia, chiedendo il rilascio di alcuni membri della Rote Armee Fraktion oltre un riscatto di 15 milioni di dollari. I terroristi fecero così atterrare l'aereo in diversi aeroporti: Roma, Larnaca, Dubai, Aden (dove viene ucciso il pilota Jurgen Schumann per aver cercato di negoziare con le autorità locali) e infine a Mogadiscio, dove atterrò il 17 ottobre. Il governo tedesco, per guadagnare tempo, finse di cedere a un ultimatum dei terroristi, facendogli credere di aver liberato i membri della Rote Armee Fraktion per poter inviare soccorsi, e mise a punto l'operazione "Feuerzauber".
Vennero così inviati sul posto un commando di 30 militari del GSG 9 accompagnati da due militari appartenenti al SAS (il maggiore Alistair Morrison e il sergente Barry Davies), in quanto nel corpo tedesco non v'era personale sufficientemente esperto nell'uso di esplosivi per l'apertura delle porte.
Alle 2:07 del 18 ottobre una squadra entrò nell'aereo sparando ai primi tre dirottatori, uccidendoli tutti. Il terzo terrorista morente ebbe il tempo di far esplodere una granata all'interno dell'aereo ferendo un assistente di volo e tre passeggeri prima di essere ucciso. Il quarto terrorista (una ragazza) venne ferita gravemente nella toilette dell'aereo e consegnata più tardi alle autorità somale. Il bilancio finale dell'operazione fu tre dei quattro dirottatori uccisi, il ferimento del quarto dirottatore, di un assistente di volo e di un operatore del GSG 9. Dopo il successo dell'operazione il GSG 9 ebbe numerose richieste di training per operatori e specialisti di analoghe unità speciali di altri paesi.

### Nella Bundespolizei
Al 1º luglio 2005 ha assunto la denominazione GSG 9 der Bundespolizei. Dal 2008 al 2011 il GSG 9 ha istruito i corpi di sicurezza del presidente bielorusso Aljaksandr Lukašėnka.
Nel 2018 la Polizia federale ha deciso di aumentare l'organico dell'unità di un terzo e di creare una seconda sede a Berlino.

## Armamento

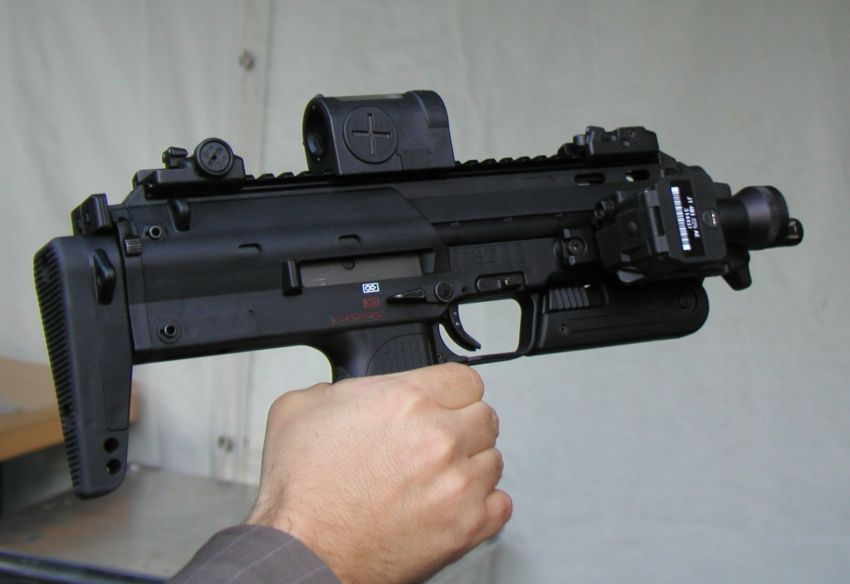
HK MP7

- Maschinenpistole Heckler & Koch MP7
- Maschinenpistole Heckler & Koch MP5 in numerose versioni e configurazioni
- Heckler & Koch G36, G36K e G36C
- Heckler & Koch HK21 bzw. G8
- Heckler & Koch PSG1
- DSR-Precision DSR-1
- PGM Précision 338
- SIG 551
- Glock 17
- Heckler & Koch HK USP
- Glock 78

Per missioni all'estero rapide, esiste un accordo dal 1º giugno 2012 per dei voli charter con la Volga-Dnepr Airlines.

## Missioni note al pubblico
- 17 ottobre - 18 ottobre 1977: il volo Lufthansa 181 venne dirottato da 4 terroristi arabi che chiedevano il rilascio di alcuni membri della Rote Armee Fraktion (RAF). Il GSG 9 fece atterrare l'aereo in Mogadiscio, Somalia e liberarono tutti gli 86 passeggeri più i 4 membri dell'equipaggio superstiti (tra cui il copilota Jurgen Vietor e la hostess Gabriele Dillmann);
- 1982: arresto di 2 terroristi della RAF, Mohnhaupt e Schulz;
- 27 giugno 1993: arresto di 2 terroristi della RAF, Wolfgang Grams e Birgit Hogefeld, a Bad Klenein (nella cattura morirono Grams, suicidatosi, e un membro del GSG 9, Michael Newrzella, ucciso da Grams);
- 1993: risolto il dirottamento di un volo KLM, decollato da Tunisi e diretto ad Amsterdam, dirottato verso Düsseldorf, senza sparare un singolo colpo;
- 1994: risolta una presa di ostaggi nel penitenziario di Kassel;
- 1994: partecipazione alla caccia ai rapitori Albert e Polak;
- 1998: arresto di un uomo che cercava di estorcere soldi alla compagnia ferroviaria tedesca Deutsche Bahn;
- 1999: arresto di Metin Kaplan (leader del movimento islamista radicale Kalifatsstaat) nella città di Colonia;
- 1999: arresto di due sospetti membri del Rote Zellen, a Berlino;
- 1999: risolta una presa di ostaggi nella banca centrale di Aquisgrana;
- 2000: consigli alle Filippine su come agire in un caso di salvataggio-ostaggi;
- 2001: arresto di due spie a Heidelberg;
- 2001: partecipazione alla liberazione di quattro turisti tedeschi in Egitto;
- 2001: arresto di terroristi collegati all'attentato dell'11 settembre 2001;
- 2002: arresto di terroristi collegati all'attentato dell'11 settembre 2001;
- 2003: protezione dei 4 membri del THW a Baghdad, Iraq;
- 2004: GSG 9 responsabile della protezione delle ambasciate e degli ambasciatori tedeschi, Iraq compreso;
- 2007: arresto di 3 terroristi collegati ad Al-Qā'ida, sospettati di preparare un massiccio attentato alle strutture USA in Germania (i terroristi avevano ammassato 730 kg di perossido d'idrogeno, un materiale per costruire bombe);
- 2016: intervento in occasione dell'attentato di Monaco di Baviera al Centro Commerciale Olympia in cui hanno perso la vita 10 persone.

Gran parte delle missioni di questa unità sono riservate, e le informazioni pubbliche non sono disponibili. Su più di 1 500 missioni alla quale il GSG 9 ha partecipato, solo in cinque è stato necessario sparare:
1. 1977: Mogadiscio;
2. 1993: Bad Kleinen;
3. 1999: Aquisgrana;

e altre due dove le armi da fuoco furono usate per abbattere i cani delle persone arrestate.

## Formazione

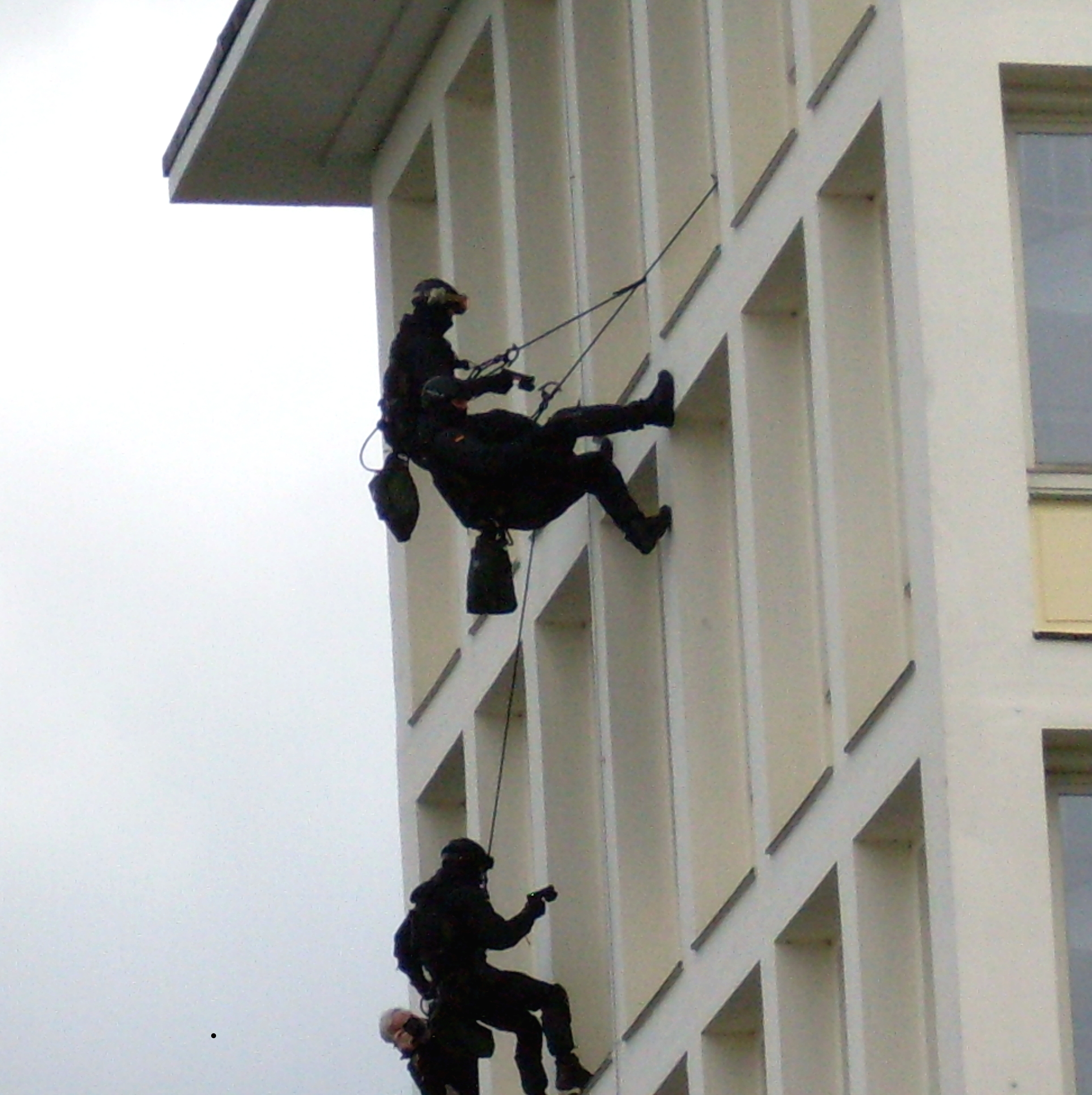
Operatori del GSG 9 in addestramento

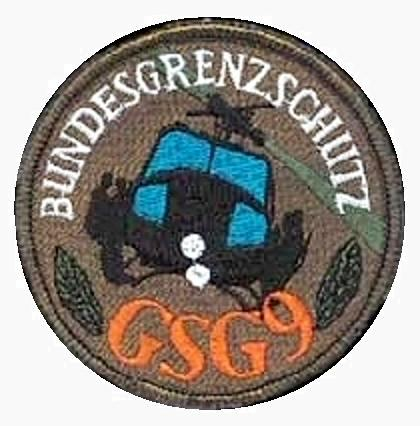
Una patch del GSG 9

I poliziotti della Bundespolizei e della Landespolizei (polizia locale, regionale) con almeno due anni di servizio possono richiedere il processo di addestramento del GSG 9. Le prove consistono in:
- Colloquio e test ammissione
- Prove con armamento
- Test sanitari
- Test fisici comprendenti marce forzate di 5 000 metri in 23 minuti, sprint di 100 metri in 13,4 secondi, sette trazioni alla sbarra, distensioni su panca e corse ostacoli
- Test psicologici.

Il successivo periodo di addestramento di 22 settimane comprende 13 settimane di formazione di base e 9 settimane di addestramento specializzato. Gli agenti possono scegliere le specializzazioni di paracadutista, cecchino e sommozzatore. Dopo aver superato l'addestramento l'agente riceverà il titolo di "Polizeivollzugsbeamter für besondere Verwendung" (Agente per operazioni speciali).

## Competizioni
Il GSG 9 ha partecipato nel 2005 e 2006 alle esercitazioni internazionali Original SWAT World Challenge (OSWC) negli USA contro i corpi degli USA, Giappone e Canada. Al SWAT World Challenge del 2005 il GSG 9 vinse sette eventi su sette, battendo altre diciassette squadre e vincendo il titolo. L'anno seguente lo mantenne, ma lo perse nel 2007, classificandosi quinto.
Il GSG 9 organizza dal 1983 ogni quattro anni la Combat Team Conference, "Inoffizielle Weltmeisterschaft der polizeilichen und militärischen Spezialeinheiten“.